# Marius Mitu
Dan Marius Mitu (Boekarest, 10 september 1976) is een Roemeens voormalig betaald voetballer die voornamelijk als middenvelder speelde.

## Carrière
Mitu stroomde in 1994 door vanuit de jeugd van Steaua Boekarest. Na een kort verblijf bij La Louvière (België) in 1995 trok hij terug naar Roemenië. Na omzwervingen bij FC Chindia, Farul Constanta, Rocar Boekarest en  Universitatea Craiova keerde hij in 2001 terug naar België, meer bepaald naar RWDM. Een jaar later verkaste hij naar Lierse SK. 
Na drie jaar Lierse kreeg hij in het seizoen 2005-2006 de kans om zich te bewijzen bij RSC Anderlecht. Daar kwam Mitu weinig aan spelen toe, vooral door de grote concurrentie op het Brusselse middenveld. Wegens beschuldigingen aan zijn adres in verband met een gokschandaal, werd Mitu op 17 februari 2006 samen met ploegmaat Laurent Delorge (ook ex-Lierse) ontslagen door RSC Anderlecht. Metallurg Donetsk uit Oekraïne werd zijn nieuwe club. Daar bleef hij tot begin 2008, waarop hij werd verhuurd aan Skoda Xanthi. In januari 2009 trok hij terug naar eigen land, waar hij het seizoen 2008/09 afmaakte bij Progresul Boekarest. Een half jaar later versierde hij een definitieve transfer naar Griekenland en tekende hij bij Panthrakikos. Ook hier vertrok hij na een half jaar, waarna hij ging voetballen bij UTA Arad. In september 2010 tekende Mitu een contract bij zijn laatste profclub, Chimia Râmnicu Vâlcea.

### Gokschandaal
In verband met zijn rol in het gokschandaal rond de Chinese zakenman Zheyun Ye, eiste het bondsparket van de KBVB in juni 2006 straffen tegen Mitu, waaronder een speelverbod van drie jaar in België. Hierop spanden hij en twee oud-collega's bij Lierse, Laurent Fassotte en Igor Nikolovksi, een kort geding aan tegen de bond, dat zij wonnen. Het Brusselse hof van beroep oordeelde dat de bond met het nemen van dergelijk zware disciplinaire maatregelen, voor in de strafzaak in de Zaak-Ye is geoordeeld, hun rechten op een rechtvaardig proces en op een verdere uitoefening van hun beroep zou schenden.